# Salduie

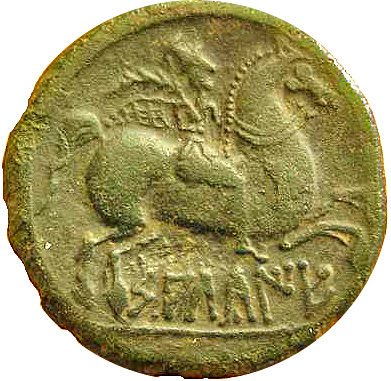
Reverso de un as de Salduie. El nombre de la ciudad aparece en la inscripción íbera.

Salduie (en escritura íbera ) fue el nombre de la ciudad ibérica sedetana situada en el solar de la actual Zaragoza desde la segunda mitad del siglo III a. C. Está documentado en monedas ibéricas, en los Bronces de Botorrita y con el nombre de «Salduvia» en un texto de Plinio el Viejo. Con la fundación de Caesar Augusta, entre el año 25 y el 12 a. C.,  muy probablemente en 14 a. C., la ciudad-estado íbera pasó a convertirse en colonia inmune de ciudadanos romanos.
Acuñó moneda propia ibérica, al menos desde mediados del siglo II a. C. y hasta la refundación romana de la urbe. A comienzos del siglo I a. C. la ciudad está ya fuertemente romanizada. La aristocracia indígena lucha en escuadrones de caballería como parte de los contingentes militares romanos, se usa el latín como lingua franca y se resuelven pleitos mediante el derecho romano.
La urbe —y toda la Sedetania— se mantuvieron permanentemente como socii (aliados) de Roma, al contrario que los ilergetes, que mantuvieron con Indíbil y Mandonio una fuerte resistencia a la dominación exterior.

## Prehistoria

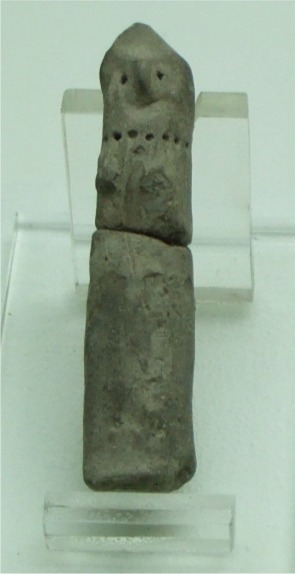
Figura femenina, terracota. Bronce Final. 650-500 a. C. Fuentes de Ebro (Zaragoza).

La población humana más antigua que se conoce en el terreno de la actual Zaragoza la testimonian unos fondos de cabañas de la Edad del Bronce Final hallados en la confluencia de los ríos Huerva y Ebro, y fechados entre el 630 y el 600 a. C.
Este poblamiento perdura en la Primera Edad del Hierro entre esta fecha y principios del siglo V a. C. Se han encontrado varias casas de adobe en el mismo solar.
Sin embargo, desde el siglo V hasta el siglo III antes de nuestra era, no hay noticias de la evolución de este poblamiento. Es de suponer que en este periodo, junto con toda la región del valle medio del Ebro, asimilara la cultura del hierro avanzada, a través de la influencia íbera levantina, que debió transmitirse a lo largo del canal de comunicación que supone el río, llamado Iberus por los romanos.
Pese a estar rodeado de pueblos celtíberos, la ciudad de Salduie muestra caracteres diferenciales propiamente iberos, lo que hace suponer que a lo largo de estos dos siglos experimentó un extraordinario avance cultural y tecnológico. La ciudad pasó a superar las 10 ha en el siglo I a. C., lo que indica una estructura sociopolítica compleja y el dominio de un entorno periurbano comparable al del término municipal actual.

## Historia

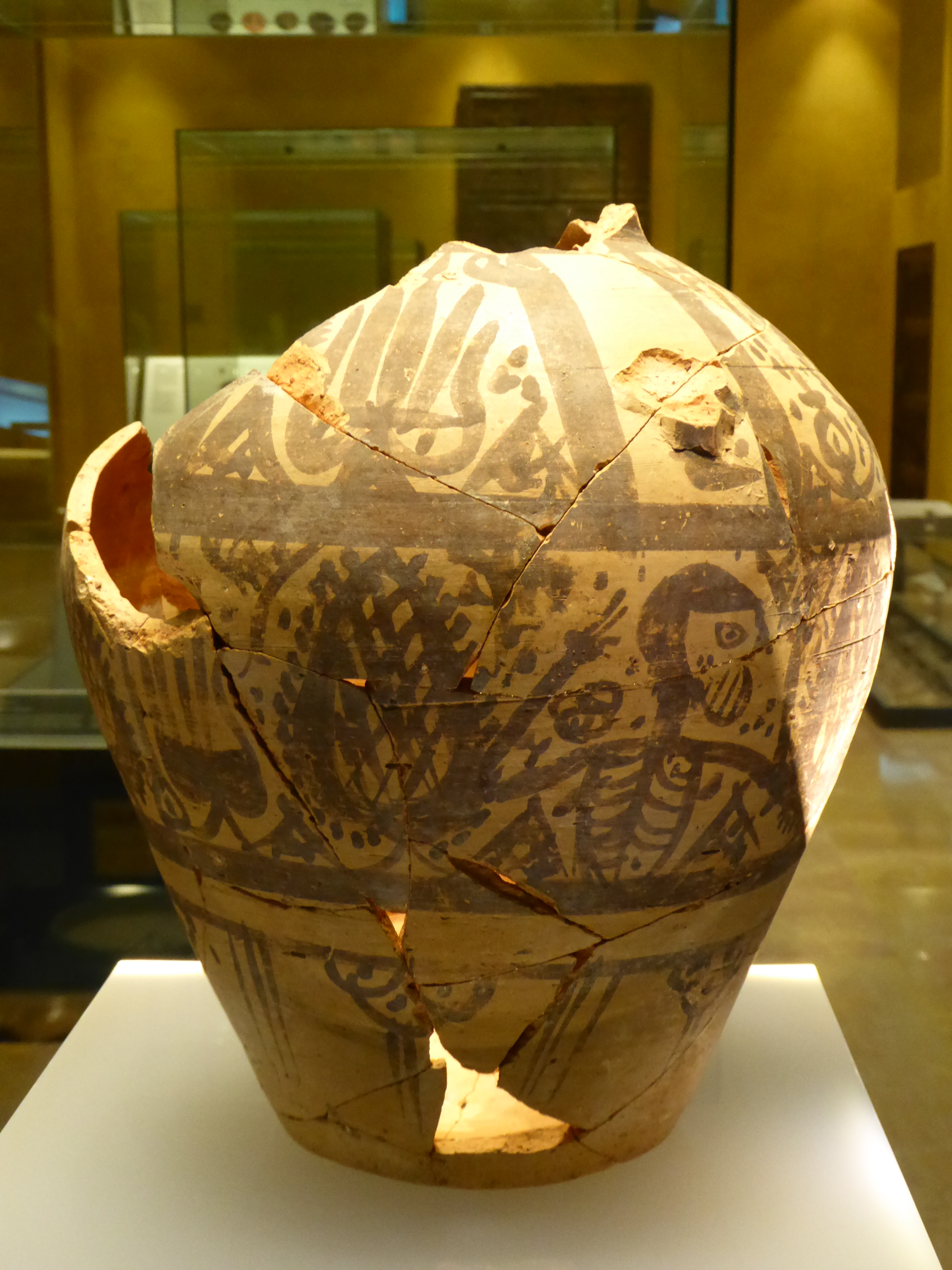
Cerámica ibérica sedetana conservada en el Museo del Teatro Romano de Caesaraugusta.

En época ibérica fueron los sedetanos los que ocuparon el territorio en el que se inscribía la actual Zaragoza. Salduie fue la ciudad íbera sedetana, organizada como una ciudad-estado, que está documentada desde la segunda mitad del siglo III a. C. En este siglo ocupaba un solar de varias hectáreas entre la confluencia de los ríos Ebro y Huerva y la actual plaza de San Pedro Nolasco (cerca del teatro romano), y llegó a las 10 o 12 hectáreas en el siglo I a. C., comprendiendo el sector noreste de la posterior ciudad romana, entre las actuales calles de Jaime I (O), Mayor (S), Coso Bajo (E) y el Paseo de Echegaray y Caballero (N).
Desde mediados del siglo II a. C., Salduie acuñó moneda propia, aunque estas acuñaciones pudieron haberse iniciado un siglo antes. Estas monedas obedecen a idéntica tipología en un centenar largo de cecas celtíberas. En su anverso muestran una cabeza de varón, barbado a veces, lampiño otras, y tres, dos, uno o ningún delfín. En su reverso muestran el jinete celtíbero, a veces doríforo, a veces portando una palma en señal de paz. Bajo el caballo se escribe de izquierda a derecha, y en la variante celtíbera del signario ibero, el nombre de la ciudad, en el caso que nos ocupa: «Saltuie» o «Salduie», y no Salduba como se interpretó, por error, el nombre latino de la ciudad documentado en un texto de Plinio el Viejo, «Salduvia». Sin embargo, no era la ciudad más importante de la zona: otras ciudades sedetanas como Sedeisken, Kelse o Azaila la superaban, al menos hasta finales del siglo II a. C. Por otra parte, Catón documenta el fuerte viento que sopla en el valle: cercius, el cierzo.

Caesaraugusta, de la región sedetana, colonia inmune, bañada por el río Hibero, donde hubo una ciudad llamada  Salduvia, acoge a 55 pueblos. De éstos son de ciudadanos romanos los bilbilitanos, los celsenses de la colonia, los calagurritanos cogniminados «nasicos», los ilerdenses de la estirpe de los surdaones, a cuya vera pasa el río Sícor, los oscenses de región de Uesetania y los turiasonenses. De derecho latino viejo, los cascantenses, ergavicenses, leonicenses y osicerdenses. Son federados los tarracenses y estipendiarios los arcobrigenses, andelonenses, aracelitanos, los calagurritanos cognominados fibularenses, los conplutenses (sic), carenses, cincienses, cortonenses, damanitanos, ispalenses, ilursenses, iluberitanos, iacetanos, libienses, pompelonenses y segienses
Plinio. Naturalis Historia, III, 3, 24.

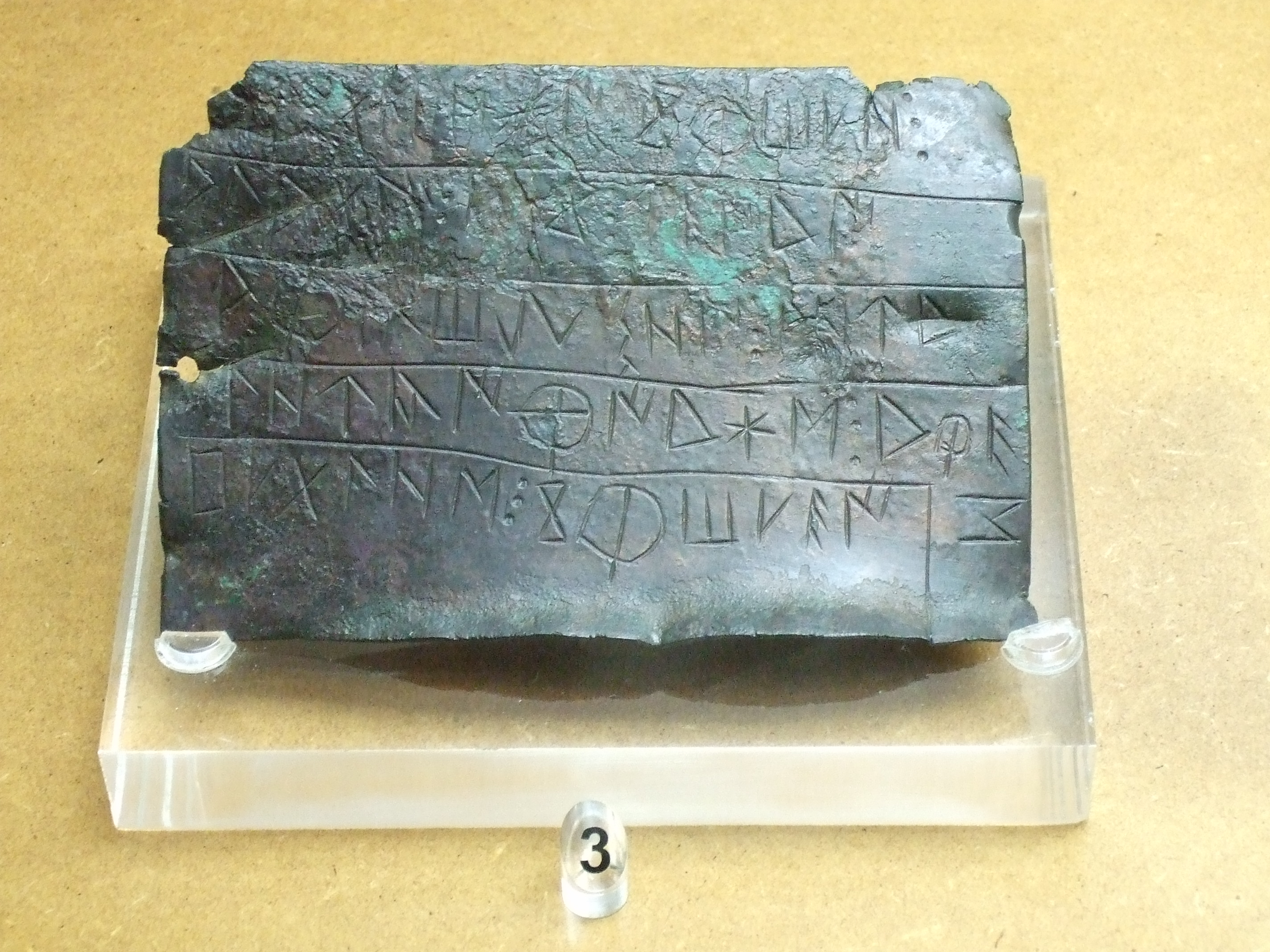
Escritura celtíbera. Bronce hallado en el límite entre las actuales provincias de Soria y Zaragoza. siglo I a. C.

En el siglo III a. C. los sedetanos, al contrario que sus poderosos vecinos los ilergetes, que apoyaban a Cartago, fueron aliados de los romanos en la segunda guerra púnica. La primera mención de este pueblo es de Tito Livio, que describe cómo los romanos, en respuesta de un ataque de los ilergetes a los sedetanos, derrotaron a los primeros y mataron a sus jefes Indíbil y Mandonio.
En el 195 a. C., uno de los dos cónsules romanos, Marco Porcio Catón, tuvo que ir al valle del Ebro a pacificar a los ilergetes que se habían levantado contra el imperialismo romano. Ganó batallas, pero no cumplió su objetivo: no sólo no pacificó a las tribus íberas sublevadas, sino que extendió el problema a territorio celtíbero. Hubo que esperar la llegada de Tiberio Sempronio Graco para apaciguar la zona. Venció a los celtíberos y dejó guarniciones en las ciudades del valle, entre las que indudablemente estaría también Salduie. 
Pero a pesar de todo durante todo el siglo II a. C. Salduie y el pueblo sedetano se mantuvo fiel al Senado y Pueblo Romano en calidad de «socio» (socii), esto es, aliado antiguo. Por esta razón, la romanización fue avanzando progresivamente a lo largo de todo el valle del Ebro, expandiéndose desde el litoral tarraconense. Las ciudades íberas de la Sedetania fueron asimilando las costumbres, economía —la circulación monetaria se extendió a todas las áreas del comercio— y política romana.
Los aristócratas de la sociedad indígena participaban como tropas auxiliares en el ejército romano, sobre todo como jinetes de caballería, de la que Roma era deficitaria. De ese modo obtenían una promoción social y personal, y presumiblemente adoptarían paulatinamente la cultura romana por emulación y necesidad de adaptarse a sus estructuras militares. Los castra permanentemente instalados en esta zona de retaguardia de las guerras contra los celtíberos superaban a las ciudades íberas en volumen de comercio o servicios. Sus decenas de soldados atraían una ingente cantidad de recursos materiales y humanos, y sus necesidades de abastecimiento se satisfacían gracias a las capacidades de los pueblos locales, pues el transporte desde Roma era muy costoso.

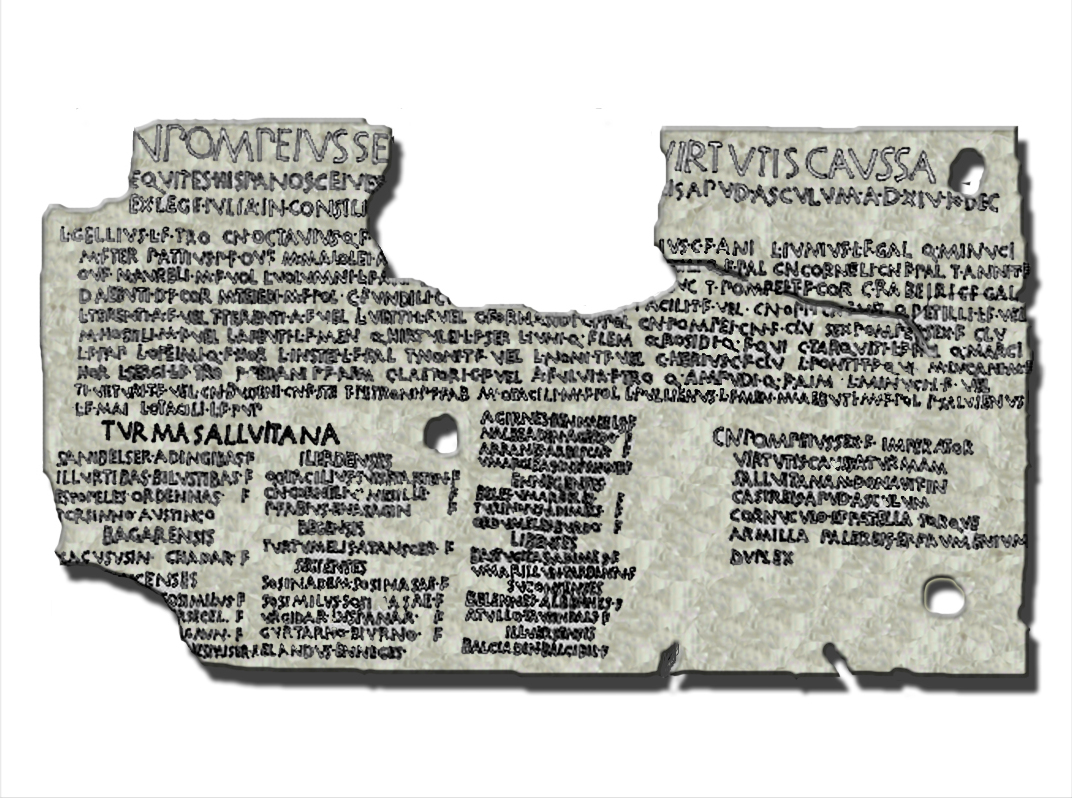
Bronce de Ascoli (89 a. C.), donde se mencionan los componentes del escuadrón de caballería zaragozana (TURMA SALLUITANA) que, a causa de su valor, fueron recompensados con la plena ciudadanía romana.

A fines del siglo II a. C. ya existe una vía de comunicación construida por los ingenieros de las legiones romanas, cuya misión era comunicar el valle del Ebro hasta Calagurris (Calahorra), con lo que hacia el año 100 a. C. la romanización de Salduie es un hecho. La nobleza local envía a sus hijos a combatir como equites en el ejército romano —el Bronce de Ascoli (89 a. C.) documenta la participación de jinetes de Salduie en la península itálica y la excepcional recompensa de la ciudadanía romana por el valor mostrado— y decora los pavimentos de sus casas con mosaicos. Incluso van adoptando la religión de la cultura hegemónica, por medio del sincretismo de las deidades locales con las romanas. El Bronce II de Botorrita (87 a. C.), que documenta un pleito a causa del agua, está redactado ya en latín, de modo que era la lingua franca de esta época en la zona. El testimonio que aporta este complicado procedimiento jurídico atestigua el sometimiento de las gentes de Salduie y sus alrededores al derecho romano a comienzos del primer siglo antes de nuestra era.
El aspecto de Salduie está documentado por los hallazgos surgidos a partir de 1991 de muros que parapetaban las terrazas fluviales del Ebro y otros solares con restos domésticos que daban cuenta de la existencia desde mediados del siglo I a. C. y antes de la fundación de la Colonia Caesar Augusta (14 a. C.) de casas fabricadas con un zócalo de sillares de alabastro recrecidos en adobe. Los muros serían decorados, como ocurre en el Cabezo de Alcalá (Azaila) con pinturas o, más sencillamente, enlucidos con cal. Los pavimentos eran de ceniza o gravilla apisonada, pero aparecen algunos mosaicos en los pavimentos más lujosos de opus signinum, con dibujos hechos de teselas embutidas en mortero. Todo ello indica que antes de la fundación colonial, Salduie era una ciudad muy romanizada, cuya arquitectura doméstica utilizaba decoraciones itálicas y que, muy probablemente, ya disponía de un foro público dotado de gran mercado cubierto (macellum) antes de la época de César Augusto, a juzgar por las últimas conclusiones acerca de los restos del Foro romano de Caesaraugusta.

### El bronce de Ascoli
El bronce de Ascoli es una placa de bronce inscrita del año 89 a. C. encontrada en 1908 en Ascoli, Italia. Contiene una información que documenta la presencia de jinetes de Salduie participando como tropas auxiliares en la península itálica en el ejército de Roma durante la guerra de los Aliados (bellum sociale), que les enfrentó a sus socios itálicos que reclamaban condiciones de igualdad y ciudadanía romana.
Básicamente cuenta los méritos de la TVRMA SALLVITANA en la toma de Ascoli durante la guerra social o de los Aliados (hacia el 90 a. C.) y da una lista de sus componentes, que como premio verdaderamente extraordinario  obtuvieron la ciudadanía romana. Son los primeros peregrini (soldados extranjeros) a los que se les concede este honor.
El nombre de TVRMA SALLVITANA proviene del hecho de que el escuadrón de caballería fue alistado en Salduie, a pesar de que sus miembros fueran originariamente de varias otras áreas en las de las actuales Navarra, La Rioja, Aragón o Cataluña. Esto permite entrever que Salduie comenzaba a destacar en importancia sobre otras ciudades del área y también la temprana influencia romana en la ciudad.

### Los bronces de Botorrita

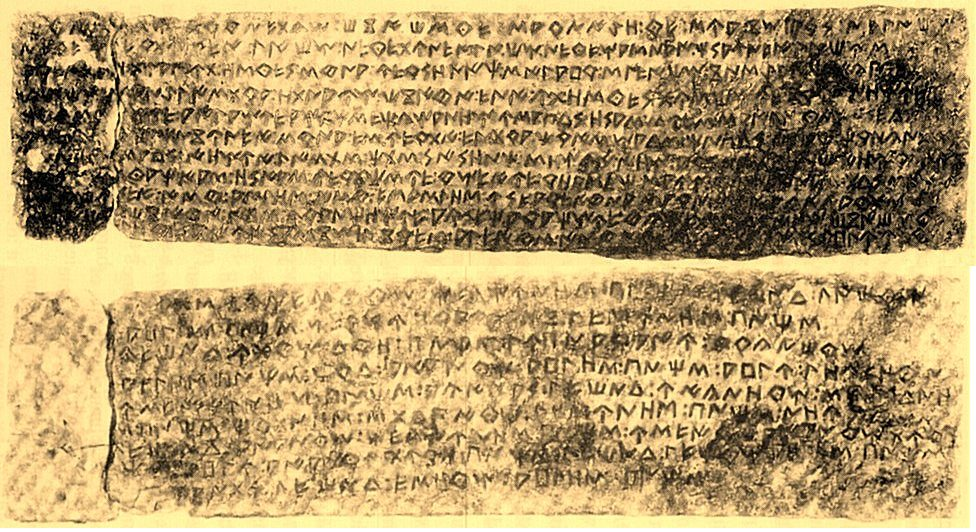
Bronce de Botorrita I

El Bronce de Botorrita I es el primero de cuatro textos   hallados en las ruinas de la ciudad celtíbera de Contrebia Belaisca, en Botorrita (Zaragoza). Excepto Botorrita II, todos están escritos en la variante celtibérica del signario íbero, y en lengua celtibérica, que se escribía de izquierda a derecha. Esta lengua indoeuropea está aún por descifrar, pero desde Gómez Moreno se transcribe sin dificultad a nuestro alfabeto. Botorrita I está escrito por ambas caras, pero su cara B es una lista de nombres propios de persona. Por lo que respecta a su cronología, puede fecharse entre el siglo II y el primer cuarto del siglo I a. C.
El Bronce de Botorrita II es un texto en latín, el único traducido de los cuatro Bronces de Botorrita. Está datado en los idus de mayo del año 87 a. C., y da noticia de un pleito entre las ciudades de Salduie y Alaun (actual Alagón) por una acequia que construían los salduienses. Ambas partes aceptaron el arbitraje del senado de Contrebia Belaisca, que sentenció a favor de Salduie. Es el primer pleito documentado en la península ibérica.
El gran bronce Botorrita III despertó grandes esperanzas. Muy deteriorado, cuando por fin pudo leerse, resultó ser una larga lista de nombres de persona precedida de una línea que no se ha conseguido traducir.
Botorrita IV es un pequeño fragmento con poca información.